# 江守徹
江守 徹（えもり とおる、本名：加藤 徹夫〈かとう てつお〉、1944年〈昭和19年〉1月25日 - ）は、日本の俳優、タレント、ナレーター、劇作家、演出家、翻訳家。文学座所属。身長171cm、体重75kg。血液型はA型。
芸名は、フランスの俳優・劇作家モリエールから。文学座に入所当時、文学座では同じ苗字を持つ二人の俳優がすでに演劇界に知られており（加藤和夫、加藤武）、加藤姓が多いため自身で芸名を考えたところ、はじめ「もりえるい」という芸名を思いついたが安直なため却下し、文字を分解した「えもり」、かつ本名の「徹」の字が入る「えもりとおる（江守徹）」という芸名をそのまま名乗ることにしたのが由来である。

## 来歴
東京都新宿区出身。出生前に父は戦死し、母・雪子の手で育てられる。幼いころから映画館で上映されている映画に親しんだ。板橋区立志村第一中学校から東京都立北園高等学校へと進む。同校で美術部・演劇部を掛け持ち、同級生に吉田日出子、出崎統がいる。
同高校卒業後、19歳で文学座に入る。映画好きであったため早くから俳優を志望しつつ、当時の東宝などの「ニューフェイス」という言葉は嫌悪していたところ、杉村春子や宇野重吉などが在籍する新劇俳優の道を知ったことが文学座へ入ったきっかけである。1963年に初舞台を踏んで以降、風貌と演技力が買われ、次第に頭角をあらわす。1980年以前も含めて数多の舞台に出演し、テレビや舞台において俳優・演出・台本などをこなす実力派俳優となった。特に実践から培われたシェイクスピアをはじめとする新劇論はかなり専門的である。
海外の戯曲の翻訳も手がけ、1991年には『魔笛』で初のオペラの演出を手掛けている。このほか、数多くのテレビドラマ、映画予告編などでナレーションも行っている。
NHKのクイズ番組『連想ゲーム』といったバラエティ番組にも出演した。バラエティ番組では中尾彬と共演する機会が多く、番組内ではしばし険悪になり口論するのがお約束でもあったが、これらはあくまでもバラエティ向けに息を合わせた洒落であるらしく、中尾とは私生活で親密な付き合いがあるわけではなく、お互いの電話番号も知らない程度の間柄である。
2007年2月末に軽度の脳梗塞で入院したが、翌月には「文学座設立70周年記念パーティー」に出席し、同年4月から仕事復帰を果たす。2016年には文学座の劇団代表に就任し、1期6年の任期を務めて2022年に退任した。

## 人物
- NHK BS2で『元禄太平記』の総集編が再放送されたときは、ゲストとして登場。司会のアナウンサーが「本放送回が残っていないので総集編は非常に貴重」と説明した際、「うちには全話録画してある」とコメントした。2011年1月2日、江守の所有する『元禄太平記』の映像がNHK衛星ハイビジョン『大河ドラマ50〜見せます! 大河のすべて〜』内にて紹介された。
- かつては両切りピースを喫煙していた（のちに禁煙）。
- NHK大河ドラマに数多く出演しており、1966年（昭和41年）の『源義経』から2015年（平成27年）の『花燃ゆ』まで、計19作に出演している。

### 私生活
- 所属する文学座と俳優座の合同公演『冬の花――ヒロシマのこころ』（作:小山祐士）で知り合った、俳優座の女優・石橋智子と1971年6月7日に結婚。3人の子を儲けた。

## 出演（顔出し）

### 舞台
- トスカ（1963年）
- 女の一生（1964年） - 刑事B 役[8]
- 大麦入りのチキンスープ（1964年） - ロニイ・カーン 役[8]
- 冬の花（1970年）
- オセロー（1972年）
- 審判（1980年）
- ハムレット（1981年） - 演出・出演
- アマデウス（1982年）
- シラノ・ド・ベルジュラック（1983年）
- 近松女敵討（1984年）
- キーン（1985年）
- ウェストサイドワルツ（1985年） - 訳・演出・出演
- 欲望という名の電車（1986年） - 演出
- マクベス（1987年）
- 似顔絵のひと（1990年） - 作・演出
- その先は知らず（1992年） - 作・演出
- 夜のキャンヴァス（1993年） - 作
- ゴドーを待ちながら（1994年）
- 絹布の法被（1995年） - 作・演出
- おかしな二人（1995年）
- 天井桟敷の人々（1995年）- 演出・出演
- あ!? それが問題だ（1997年） - 作・演出・出演
- ディア・ライアー すてきな嘘つき（1998年）
- キーン（1999年）
- デンティスト 愛のかくれんぼ（2000年） - 作・演出・出演
- 功名が辻（2000年） - 演出・出演
- ウィンザーの陽気な女房たち（2001年）
- コペンハーゲン（2001年）
- リトル・ヴォイス（2002年） - 訳・演出・出演
- てるてる坊主の照子さん（2002年）
- ドン・ジョヴァンニ（2002年） - 語り
- さぶ（2003年）
- 山ほととぎすほしいまま（2003年） - 演出・出演
- リチャード三世（2003年）
- きまぐれ道中（2004年）
- SHIROH（2004年）
- 時の物置（2004年） - 演出・出演
- あかね空 (2004年)  - 演出
- 8人の女たち（2004年） - 演出
- キスへのプレリュード（2005年） - 訳・演出・出演
- 毒の香り（2005年）
- フクロウの賭け（2006年）
- シラノ・ド・ベルジュラック（2006年）
- サンシャイン・ボーイズ（2008年）
- 大川わたり（2008年） - 演出・出演
- 恋ぶみ屋一葉（2008年） - 演出
- グレンギャリー・グレンロス（2009年） - 訳・演出
- 女の一生（2010年） - 演出
- 麦の穂の揺れる穂先に（2010年）
- 33の変奏曲（2010年） - ベートーヴェン 役
- ハンドダウンキッチン（2012年） - 七島勇次郎 役
- 本能寺が燃える（2012年） - 南光坊天海 役
- リア王（2015年） - リア 役
- トロイラスとクレシダ（2015年7月 - 8月、世田谷パブリックシアター） - プライアム 役
- 鼻（2017年） - 男四 役[9]

### テレビドラマ
- 風雪（NHK総合） 
  - 第6回「郵便往来」（1964年） - 坊主信明
  - 第32回「万民・億民・兆民」（1964年） - 幸徳伝次郎
  - 第36回「浪漫光芒」（1964年） - 島崎藤村
  - 第45回「落下の歌 宮崎滔天」（1965年） - 青年門司
  - 第58回「明治最終列車」（1965年） - 学生
  - 第66回「サラリーマン誕生」（1965年） - 風見精三郎
  - 第69回「浅草オペラ誕生」（1965年） - 杉本浩
- 大河ドラマ（NHK総合）
  - 源義経（1966年）
  - 三姉妹（1967年） - 山縣狂介
  - 竜馬がゆく（1968年） - 白峰俊馬
  - 天と地と（1969年） - 大石藤右衛門
  - 樅ノ木は残った（1970年） - 轟木三平
  - 春の坂道（1971年）- 土井利勝
  - 国盗り物語（1973年） - 黒田官兵衛
  - 勝海舟（1974年） - 杉純道
  - 元禄太平記（1975年） - 大石内蔵助
  - 春日局（1989年） - 斎藤利三
  - 琉球の風（1993年） - 謝名親方
  - 八代将軍吉宗（1995年） - 近松門左衛門 ※ナレーション兼任
  - 徳川慶喜（1998年） - 島津久光
  - 葵 徳川三代（2000年） - 石田三成
  - 武蔵 MUSASHI（2003年） - あかねや絃三
  - 功名が辻 第1話（2006年） - 今川義元
  - 篤姫（2008年） - 徳川斉昭
  - 花燃ゆ（2015年） - 阿久沢権蔵
- 連続テレビ小説（NHK総合)
  - おはなはん（1966年）
  - さくら（2002年） - 中曽根正晴
- 三匹の侍 第6シリーズ 第18話「裏切りの季節」（1969年、フジテレビ） - 野瀬源四郎
- 天下御免（1971年、NHK総合）
- 天皇の世紀（1971年、朝日放送 ） - 富蔵
- ポーラテレビ小説 原生花園 アンラコロの歌（1972年、TBS） - 呉夫
- 水戸黄門（TBS / C.A.L）
  - 第3部 第15話「忍びの掟 -伊賀上野-」（1972年） - 小弥太
  - 第41部 第10話「親子手まりで大勝負・和歌山」（2010年） - 紀伊國屋文左衛門
- パパと呼ばないで（1972年、日本テレビ） - 内田
- 高橋英樹事件帖シリーズ隼人が来る 第15話「追われ者の掟」（1972年、フジテレビ）
- 鬼平犯科帳 第2シリーズ 第22話「殺しの掟」（1972年、NET / 東宝） - 松永彦七郎
- 子連れ狼 第8話「堺筒」（日本テレビ）
- 太陽にほえろ! 第63話「大都会の追跡」（1973年、日本テレビ） - 矢島義則
- 後妻の泣きどころ（1973年6月30日） - 修二
- 特捜記者 第26話（1974年、関西テレビ放送）
- 幡随院長兵衛 お待ちなせぇ（1974年、毎日放送） - 夢の市郎平衛
- 火曜劇場（日本テレビ）
  - 心の旅路（1975年）
  - 手ごろな女（1980年）
- 江戸特捜指令 第1話（1976年、毎日放送）
- 隠し目付参上（1976年、毎日放送 / 三船プロダクション） - 春楽
- 獅子のごとく（1978年、TBS） - 森鷗外
- 早筆右三郎（1978年、NHK総合） - 藤枝右三郎
- 俺たちは天使だ!（1979年、日本テレビ） - 南雲隆之
- 土曜ドラマ サスペンスロマンシリーズ 血痕追跡（1979年、NHK総合）
- 傑作推理劇場 艶やかな罠（1980年、テレビ朝日）
- 土曜ワイド劇場（テレビ朝日）
  - 松本清張の地の骨・犯罪大学 入試問題を拾った女（1980年） - 稲木治夫
  - 千草検事の大逆転! テレビドラマ殺人事件 影の告発（1980年）
  - 二人の妻をもつ男（1982年）
  - 真夏の女子高生連続殺人 甘くてあぶない ぼくとぼくらの夏（1990年、朝日放送 / 大映テレビ） - 戸川秋雄
  - 家政婦は見た!（16）名門ファッションデザイナー家族の乱れた秘密（1997年） - 大原和夫
  - 松本清張没後10年企画 疑惑（2003年） - 豊崎勝雄
- 木曜ゴールデンドラマ 華岡青洲の妻（1980年、よみうりテレビ） - 華岡青洲
- ドラマ人間模様 羊のうた（1981年、NHK総合）
- 時代劇スペシャル 二人の武蔵（1981年、フジテレビ） - 平田武蔵
- リラックス〜松原克己の日常生活（1982年11月13日、関西テレビ） - 松原克己
- 火曜サスペンス劇場（日本テレビ） 
  - 閉じこめられて（1982年）
  - 監察医・室生亜季子6・赤い髪の女（1989年、東映） - 須貝良三
  - 女動物医事件簿1・耳を噛む犬（1990年、東映）
  - 顔斬り（1990年、磯田事務所）
  - 九門法律相談所（7）自白（1997年、日本映像） - 唐沢麻男
  - 弁護士・高林鮎子（30）やまびこ6号・十和田湖に泣く女（2002年、東映） - 三浦光明
- ザ・サスペンス（TBS） 
  - お師匠さんは名探偵（1）（1983年）
  - お師匠さんは名探偵（2）（1984年）
- 天璋院篤姫（1985年、テレビ朝日） - 徳川慶喜
- 谷崎・その愛 我という人の心は（1985年11月16日、NHK総合） - 谷崎潤一郎
- 銀河テレビ小説（NHK総合) 
  - まんが道（1986年） - 手塚治虫
  - まんが道〜青春篇（1987年） - 手塚治虫
- ジャングルシリーズ（日本テレビ）
  - ジャングル（1987年） - 杉戸刑事課長
  - NEWジャングル（1988年） - 杉戸刑事課長
- 新選組（1987年、テレビ朝日） - 桂小五郎
- ドラマ23（TBS）
  - 山田太一のジャンプ（1988年）
  - 愛鍵物語（1989年） - 透
- 鬼平犯科帳（フジテレビ / 松竹） - 岸井左馬之助
  - 第1シリーズ（1989年）
  - 第2シリーズ（1990年）
- ドラマスペシャル 千利休 〜春を待つ雪間草のごとく〜（1990年、毎日放送） - 豊臣秀吉
- 腕におぼえあり（1992年、NHK総合） - 大石内蔵助
- ル・マンへ熱き涙を〜日本初優勝への男と女の長く熱い24時間（1992年、テレビ朝日） - 北見勝彦
- 坊っちゃん－人生損ばかりのあなたに捧ぐ－（1994、NHK総合） - 赤シャツ
- 荒木又右衛門 男たちの修羅（1994年、テレビ東京 / 松竹） - 松平信綱
- 金曜エンタテイメント「美味しんぼ」（フジテレビ） - 海原雄山
  - 超豪華珍品料理 卵&カキ&蒸し焼き究極の味くらべ 勝者はどっちだ?（1995年）
  - 究極VS至高 生命の対決!（1996年）
  - 究極VS至高 心の対決!（1997年）
  - 究極VS至高 最後の対決!?（1999年）
- ザ・シェフ（1995年、日本テレビ） - 風間竹山
- 憲法はまだか（1996年、NHK総合） - 近衛文麿
- 金曜ロードショー特別企画 七曲署捜査一係'97（1997年、日本テレビ） - 日下直明
- 水曜ドラマシリーズ 夜会の果て（1997年、NHK総合） - 黒田清隆
- 夜逃げ屋本舗 第8・10話（1999年、日本テレビ）
- 救命病棟24時 第8話（1999年、フジテレビ）
- 菜の花の沖（2000年、NHK総合）
- ある日、嵐のように（2001年、NHK総合） - 小田桐修一郎
- レッツゴー!永田町（2001年、日本テレビ） - 野本広太郎
- 月曜ミステリー劇場 夏樹静子サスペンス 弁護士 朝吹里矢子（1）-（5）（2001年 - 2005年、TBS） - 薮原勇之進
- 世にも奇妙な物語 春の特別編「マンホール」（2002年、フジテレビ）
- ヨイショの男 第8話（2002年、TBS） - 杉田哲雄
- ぼくが地球を救う（2002年、TBS） - 辰巳要蔵
- 動物のお医者さん（2003年、テレビ朝日） - 漆原信
- 川、いつか海へ 6つの愛の物語 第4話（2003年、NHK総合）
- 忠臣蔵 第7話（2004年、テレビ朝日） - 垣見五郎兵衛
- 最後の忠臣蔵（2004年、NHK総合）- 進藤源四郎
- 七色のおばんざい（2005年、NHK総合） - 河田正一郎
- 幸せになりたい!（2005年、TBS） - 小宮山隆之
- 富豪刑事デラックス 第1・2話（2006年、テレビ朝日） - 西村礼次郎
- 柳生十兵衛七番勝負 島原の乱 第3話（2006年、NHK総合） - 松浦屋正左衛門
- 新春ワイド時代劇 忠臣蔵 瑤泉院の陰謀（2007年、テレビ東京） - 吉良上野介
- 銭華2 DX豪華版（2007年、日本テレビ） - 徳川栄作
- パパとムスメの7日間（2007年、TBS） - 渡辺武志
- 創立50周年記念作品「松本清張 点と線」（2007年、テレビ朝日） - 原種臣
- 特命係長 只野仁 第4シーズン 第35話（2009年、テレビ朝日） - 学長
- 人間動物園（2009年、WOWOW）
- 坂の上の雲（2009年、NHK総合） - 山県有朋
- Wの悲劇（2010年、TBS） - 和辻繁
- 不毛地帯（2010年、フジテレビ） - 田淵角造
- 遺留捜査 第3話（2011年、テレビ朝日） - 瀧隆一郎
- パンドラIII 革命前夜（2011年、WOWOW） - 三枝達昭
- 王様の家 第2話（2011年、BS朝日） - 総理大臣
- リーガル・ハイ 第5話（2012年、フジテレビ） - 富樫逸雄
- BS時代劇 薄桜記（2012年、NHK BSプレミアム） - 紀伊國屋文左衛門

### 映画
- 悦楽（1965年） - 花輪組組員
- 宴（1967年） - 高橋少尉
- 情炎（1967年） - 取調べの刑事
- 兵隊やくざ 強奪（1968年） - 権藤兵長
- 秘録おんな蔵（1968年） - 巳之吉
- 若者たち（1968年） - 小川隆
- 若者はゆく -続若者たち-（1969年） - 小川隆
- 私が棄てた女（1969年） - 長島繁男
- 女子学園 悪い遊び（1970年） - 塚田鉄男
- 闇の中の魑魅魍魎（1971年） - 武田市之助
- 恋の夏（1972年） - エドレル
- やくざと抗争 実録安藤組（1973年） - 加納
- ふれあい（1974年） - 寺田吾一
- お祭り野郎 魚河岸の兄弟分（1976年） - 江本英次
- 火の鳥（1978年、東宝） - スサノオ
- 社葬（1989年） - 徳永昭雄
- 動天（1991年） - 井伊掃部頭直弼
- ハネムーンは無人島（1991年） - 水島剛
- 首領になった男（1991年） - 遠藤光男
- おろしや国酔夢譚（1992年、大映） - 松平定信
- ナースコール（1993年） - 大岩俊介
- 免許がない!（1994年） - 大政一美
- 日本一短い「母」への手紙（1995年）
- マルタイの女（1997年） - 二本松弁護士
- 鞠智城物語 防人たちの唄（1998年） - 鵬飛 ※熊本限定公開。2002年に「熊本物語」2部として全国公開
- 39 刑法第三十九条（1999年） - 草間道彦
- 陽はまた昇る（2002年） - 寺山彰
- 命（2002年） - 大岩
- SHIROH（2005年） - 松平伊豆守信綱
- UDON（2006年） - 綾部哲人
- 俺は、君のためにこそ死ににいく（2007年） - 田端由蔵
- 監督・ばんざい!（2007年） - 東大泉大善
- JOHNEN 定の愛（2008年） - 裁判長
- DIVE!!（2008年） - 前原一朗
- まぼろしの邪馬台国（2008年） - 江阪大吾
- 築城せよ!（2009年） - 馬場虎兵衛
- プリンセス・トヨトミ（2011年） - 漆原修三
- 相棒 -劇場版IV- 首都クライシス 人質は50万人! 特命係 最後の決断（2017年） - 岩井孝信
- 兄消える（2019年）

### バラエティ番組
NHK総合
- 連想ゲーム
- ためしてガッテン

日本テレビ系
- おしえて!ガリレオ（よみうりテレビ）
- 踊る!さんま御殿!!
- ダウンタウンDX（よみうりテレビ）
- ダウンタウンのガキの使いやあらへんで!!絶対に笑ってはいけない病院24時（2007年12月31日）

TBS系
- ダウトをさがせ!（毎日放送）
- はなまるマーケット
- ここがヘンだよ日本人
- ぴったんこカン・カン ※中尾彬とコンビ出演
- 徳光和夫の感動再会"逢いたい"

フジテレビ系
- 森田一義アワー 笑っていいとも!
- ダウンタウンのごっつええ感じ ダウンタウンの青春プレイバック「ダウンタウン物語」（1996年9月29日） ‐ 松本人志 役
- クイズ!ヘキサゴンII
- 熱血!平成教育学院
- ニョッキン7（OHK） ※岡山・香川ローカル

テレビ東京系
- 元祖!でぶや

### CM
- エバラ食品工業「黄金の味」
- 三菱電機 冷蔵庫「フレッシュみどり」（1980年）
- ロート製薬「パンシロン漢方胃腸薬」（1983年）
- 三共（現：第一三共ヘルスケア）「新三共胃腸薬」（現：「第一三共胃腸薬」、1987年 - 1991年）
- 日産自動車「インフィニティ・Q45」（1989年）
- オリオンビール「オリオンピルスビール」
- 富士フイルム「フジカラー」（1999年） - 田中麗奈と共演[10][11]
- ヤマサ醤油「昆布つゆ」（2005年 - ） - 中尾彬と共演
- デンコードー
- ACジャパン 日本脳卒中協会支援キャンペーン「脳卒中の症状か。ただの疲れか。」（2009年）

## 出演（声優）

### 劇場アニメ
- さよなら銀河鉄道999（1981年） - 黒騎士ファウスト[12]
- 幻魔大戦（1983年） - 宇宙戦士ベガ
- ドラえもん のび太の南海大冒険（1998年） - キャプテン・キッド
- 東京ゴッドファーザーズ（2003年） - ギンちゃん
- 死者の書（2006年） - 恵美押勝
- パプリカ（2006年） - 乾精次郎

### OVA
- ご案内します アナザーワールドへ（2004年） - 謎の紳士

### 人形劇
- 新年ネコジャラ歌合戦「ネコジャラ市のお正月」(1971年1月1日、NHK総合） - デューク・ボックス伯爵

### 吹き替え

#### 海外映画
- 風と共に去りぬ（レット・バトラー〈クラーク・ゲーブル〉）※1988年、日本テレビ新録版
- シベールの日曜日（ピエール〈ハーディ・クリューガー〉）
- ジョアンナ（ピーター・サンダーソン〈ドナルド・サザーランド〉）
- その男ゾルバ（バジル〈アラン・ベイツ〉）
- 大空の恐怖（ジョージ・スペンサー〈ダグ・マクルーア〉）
- 第三の男（ホリー・マーチンス〈ジョゼフ・コットン〉）※日本テレビ版
- 巴里のアメリカ人（ジェリー・モリガン〈ジーン・ケリー〉）
- ロストワールド/失われた世界（タイトルナレーター）

#### ドラマ
- 西部二人組（ジェッド・キッド・カーリー〈ベン・マーフィー〉）

### ナレーション

#### 映画
- 秘録・太平洋戦争全史（1975年）
- ラッコ物語（1987年）
- 落陽（1992年、日活）
- 新選組（2000年）
- 不撓不屈（2006年）
- 大帝の剣（2007年）

#### テレビドラマ
- 斬り抜ける（1974年、毎日放送）
- 夏の影（1975年、日本テレビ）
- NHK特集ドキュメンタリードラマ 日本の戦後（1）-（10）（1977年、NHK総合）
- TBS大型時代劇スペシャル 徳川家康（1988年、TBS）
- 神谷玄次郎捕物控（1990年、フジテレビ）
- 二本の桜（1990年、フジテレビ）
- 12時間超ワイドドラマ 炎の奉行 大岡越前守（1997年、テレビ東京）
- 真珠夫人〜完結版〜（2002年、東海テレビ）
- 徳川綱吉 イヌと呼ばれた男（2004年、フジテレビ）
- 風林火山（2006年、テレビ朝日）

#### テレビ番組
- すばらしい味の世界（1977年 - 1992年、テレビ東京）
- 生命潮流（1982年、日本テレビ） ※ライアル・ワトソンの著書のTVドキュメンタリー化
- ビートルズのすべて（1984年、NHK総合）
- テレビ文学館（1985・1988年、NHK総合） ※『伊豆の踊子』『千曲川のスケッチ』を朗読
- 漢詩紀行（NHK教育） ※日本語読み下しの朗読を担当
- 驚きももの木20世紀（ABCテレビ） ※不定期
- 謎ジパング あなたの知らない日本（1994年 - 1995年、テレビ朝日）
- 第46回NHK紅白歌合戦（1995年、NHK総合・ラジオ第1） - オープニングナレーション
- 大谷映芳の世界の秘境を行く（1996年、テレビ朝日） - ニュースステーション登山シリーズ内 ナレーション
- ウォーキングwithダイナソー〜驚異の恐竜王国（1999年、ディスカバリーチャンネル・テレビ朝日）
- 100人の20世紀（1999年 - 2001年、テレビ朝日）
- ABC創立50周年スペシャル たけし&所のサイエンスアドベンチャー 遥かなる人類への旅（2000年11月4日 - 5日放送・朝日放送）- 土曜ワイド劇場 日曜洋画劇場枠
- 世界の超決定的瞬間シリーズ（日本テレビ）
- 明石家さんま特番〜白洲次郎に会いに行く（2006年7月19日、TBS）
- トヨタECOスペシャル 奇跡の海を行く! 僕たちの地球大航海（2010年、日本テレビ）
- 世界一周 魅惑の鉄道紀行（2016年5月9日・9月26日、BS-TBS） - コンシェルジュ

#### CM
- サントリー「ピュアモルトウイスキー山崎」（1989年、開高健出演）
- 再春館製薬所「ドモホルンリンクル」

### 朗読CD・カセット
- 罪と罰（新潮朗読CD）
- 小僧の神様（新潮朗読CD）
- 山月記・名人伝（NHKカセット）
- 山月記（新潮CD）
- 世界絵本箱（ヤマハ・ミュージック・アンド・ビジュアルズ）
  - 「神の道化師」
  - 「ドアマンのノーマン」
- ハリー・ポッターと賢者の石（CD10枚組）
- ハリー・ポッターと秘密の部屋（CD10枚組）

### ラジオ
- 日本沈没（1973年 - 1974年、ニッポン放送） - 小野寺浩介 役
- 江守徹のカーテンコール（TBSラジオ、1988年 - 1989年のナイターオフシーズンに放送）
- 夜の停車駅（NHK-FM） - 語り
- 明日への伝言板（RKBラジオ・KBCラジオ・CROSS FM、2005年度・2006年度・2007年度の火曜日担当）
- ラジオシアター〜文学の扉（2012年2月5日・12日、TBSラジオ） - カフカの『変身』を中嶋朋子と二人でラジオドラマで演じた。
- 特集オーディオドラマ 歌が生まれる（2020年1月4日、NHK-FM） - 柏原 役

### その他
- 東京ディズニーシー アトラクション
  - 『海底2万マイル』（2001年 - ） - ネモ船長 役（声の出演）
  - 『センター・オブ・ジ・アース』（2001年 - ） - ネモ船長 役（声の出演）
- モリエール 恋こそ喜劇（2007年） - 映画予告編ナレーション

### レーザーディスク
- 映像の先駆者 チャールズ＆レイ・イームズの世界 (1986年、レーザーディスク会式会社、SS098-6016)

## 作品

### レコード
- 「あれから/みなと慕情」（1975年7月、ポリドール、EP）

### 翻訳
- ピーター・シェーファー『アマデウス』（劇書房、1982年）
- アーネスト・トンプソン『ウェストサイド・ワルツ』（劇書房、1985年）